# Swetlana Alexandrowna Mosgowaja
Swetlana Alexandrowna Mosgowaja (russisch Светлана Александровна Мозговая; * 23. Juni 1972 in Baku, Aserbaidschanische SSR) ist eine russische Handballspielerin. Sie spielt im rechten Rückraum.
In ihrer Heimat gewann sie mit Istochnik Rostow 1997 die russische Meisterschaft und den Europapokal der Pokalsieger im Endspiel gegen VfB Leipzig. Nach einer zweiten Meisterschaft wechselte sie 1998 zu Hypo Niederösterreich und gewann dort in der Saison 1999/2000 die EHF Champions League. Danach ging Mosgowaja in die Bundesliga zum Aufsteiger DJK/MJC Trier, mit dem sie 2003 die deutsche Meisterschaft errang. Nach neun Jahren in der Bundesliga wechselte sie in die trierische zweite Mannschaft in die Regionalliga bis sie 2012 ihre aktive Karriere beendete.
Swetlana Mosgowaja arbeitete an verschiedenen Gymnasien in Trier als Sportlehrerin.